# Distrito de Atiquipa
El distrito de Atiquipa es uno de los trece distritos de la Provincia de Caravelí, ubicada en el Departamento de Arequipa, bajo la administración del Gobierno regional de Arequipa, en el sur del Perú. 
Desde el punto de vista jerárquico de la Iglesia católica forma parte de la Prelatura de Caravelí en la Arquidiócesis de Arequipa.

## Historia
El distrito fue creado en los primeros años de la República.

## Autoridades

### Municipales
- 2011-2014[2]
  - Alcalde: Francisco Emiliano Palomino Condo, del Movimiento Fuerza Arequipeña (FA).
  - Regidores: Fermín Huamaní Chochocca (FA), Julio Sullca Truebas (FA), Hilda Haydeé Ccerhuayo Feria (FA), Fermín Ansgario Chuquiray Huamani (FA), Eloy Martín Berrios Arhuata (Fuerza 2011).
- 2007-2010
  - Alcalde: Fortunato Fernando Palomino Chalco.

### Religiosas
- Obispo Prelado: Mons. Juan Carlos Vera Plasencia, MSC.
- Párroco: Presb.  Joselito E. López Osorio (Parroquia San Jacinto de Chala).[3]

## Festividades
- Santísima Cruz.

## Turismo
El Distrito de Atiquipa posee varias Playas, siendo las más importantes la Playa de Puerto Inka, Jihuay, extensa con oleaje fuerte, la playa Moca y la Playa Silaca Rocosa con oleaje suave.
El pueblo de Atiquipa se ubica en el km 592 de la Panamericana Sur, estando ubicado a 8 horas de Arequipa y 8 horas de Lima.